# Ragnall
Ragnall – wieś w Anglii, w hrabstwie Nottinghamshire, w dystrykcie Bassetlaw. Leży 40 km na północny wschód od miasta Nottingham i 198 km na północ od Londynu. Miejscowość liczy 102 mieszkańców.